# Katerra
Katerra är ett amerikanskt byggföretag. Företaget grundades 2015 i Kalifornien av Michael Marks, Fritz Wolf och James Robinson. År 2018 blev japanska Softbank storägare genom sin Vision Fund.
Katerra bygger hus, framför allt flerbostadshus, med stora byggnadselement i trä, som företaget självt tillverkar. Det använder sig av framför allt korslimmat trä. Företaget köpte 2018 den kanadensiska arkitektbyrån Michael Green Architecture, som specialiserat sig på att rita stora byggnader i KL-trä.
Katerra har fabriker i Spokane Valley i delstaten Washington och Tracy i Kalifornien i USA samt i Tamil Nadu och Hyderabad i Indien.